# Charlie Dean

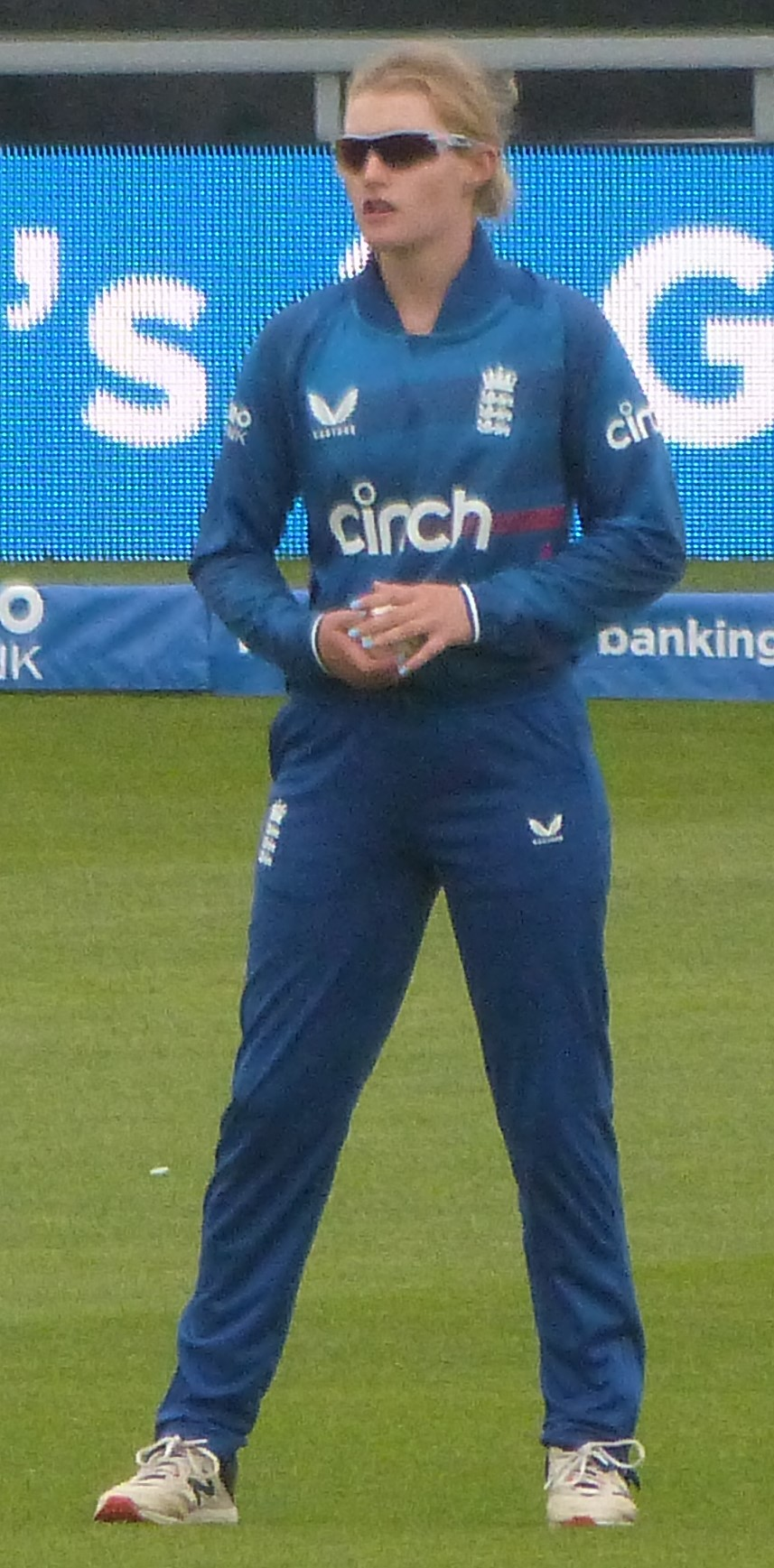

Charlotte Ellen Dean (* 22. Dezember 2000 in Burton upon Trent, Vereinigtes Königreich) ist eine englische Cricketspielerin, die seit 2021 für die englische Nationalmannschaft spielt.

## Kindheit und Ausbildung
Dean kam durch ihren Vater zum Cricket, der für Staffordshire Minor County Cricket spielte.

## Aktive Karriere
Nachdem sie gute Leistungen beim Gewinn mit den Southern Vipers bei der Rachael Heyhoe Flint Trophy 2020 gezeigt hatte, war sie ein regelmäßiges Mitglied im englischen Academy-Team, mit dem sie nach Indien und Südafrika tourte. Sim September 2021 wurde sie dann ins Nationalteam für die Tour gegen Neuseeland berufen. Dort gab sie ihr Debüt im WODI-Cricket und konnte in ihrem zweiten Spiel vier Wickets (4/36) und im vierten Spiel drei Wickets (3/52) erzielen. Daraufhin konnte sie sich im WODI-Kader etablieren und absolvierte in Australien ihr Debüt im WTest und WTwenty20 absolvieren. Daraufhin wurde sie für den Women’s Cricket World Cup 2022 nominiert. Dort gelangen ihr gegen Indien 4 Wickets für 23 Runs, wofür sie als Spielerin des Spiels ausgezeichnet wurde. Gegen Bangladesch konnte sie dann noch einmal 3 Wickets (3/31) hinzufügen. Im folgenden Sommer erzielte sie gegen Südafrika ein Mal vier (4/53) und ein Mal drei (3/42) Wickets. Zum Ende der Saison verlor sie gegen Indien im abschließenden WODI bei 47 Runs stehend das letzte Wicket, nachdem Deepti Sharma ihr mit einem Mankadding ein Run Out zufügte.
Bei der Tour in den West Indies im Dezember 2022 gelangen ihr vier Wickets (4/35) in den WODIs und jeweils ein Mal vier (4/19) und drei (3/22) Wickets in den WTwenty20s.